# Açude Sobral (Cachoeira)
O Açude Sobral (Cachoeira) ou mais conhecido como Cachoeira é um açude brasileiro no estado do Ceará, localizado no município de Sobral, que barra as águas do riacho Mata Fresca, um afluente do rio Acaraú, e foi concluído em 1921.
Sua capacidade de amarzenamento de água é de 4.675.000 m³.